# Droga wojewódzka 937
Droga wojewódzka 937 (DW937) je silnice, nacházející se v Slezském vojvodství v městě Jastrzębie-Zdrój a okrese Těšín v jižním Polsku. Její délka je 21 km a spojuje město Jastrzębie-Zdrój s městem Těšín.
Začíná na jihu města Jastrzębie-Zdrój z vojvodské silnice 933 (DW933), končí ve vesnici Hažlach v okrese Těšín, kde se napojuje na vojvodskou silnici 933 (DW938) v blízkosti hranic s Českou republikou.

## Sídla ležící na trase silnice
- Jastrzębie-Zdrój (DW933)
- Ruptawa
- Žibřidovice
- Malé Kunčice
- Velké Kunčice
- Hažlach (DW938)